# تانيا بليبرسك
تانيا جوان بليبرسك (بالسلوفانية: Pliberšek) (وُلدت في 2 ديسمبر 1969) سياسية أسترالية شغلت منصب نائب رئيس حزب العمال ونائب رئيس حزب المعارضة في الفترة منذ 2013 إلى 2019. تشغل بليبرسك منصب عضو في مجلس نواب أستراليا عن مدينة سيدني منذ عام 1998. شغلت بليبرسك، كعضو في حزب العمال، منصب وزير في حكومة رود، وغيلارد، وألبانيز. تتولى حاليًا، بداية من عام 2022، منصب وزير البيئة والمياه في وزارة ألبانيز، بعد أن شغلت منصب وزير ظل لوزارتي التعليم والنساء بين عامي 2019 و2022.
وُلدت بليبرسك في سيدني، لوالدين سولفانيين مهاجرين، ونشأت في ساذرلاند شاير. حصلت على شهادات علمية من جامعة التكنولوجيا في سيدني وجامعة ماكواري. عملت كذلك في وحدة مكافحة العنف الأسري التابعة لحكومة نيو ساوث ويلز قبل انتخابها لعضوية البرلمان. انتُخبت بليبرسك، في عمر الثامنة والعشرين، لعضوية البرلمان عن مدينة سيدني في الانتخابات الفيدرالية الأسترالية لعام 1998. انضمت لحكومة الظل عام 2004. شغلت منصب وزير الإسكان ووزير شؤون المرأة عندما فاز حزب العمال بانتخابات عام 2007.
عُينت بليبرسك، في تعديل حكومي عام 2010، وزيرًا للخدمات البشرية ووزيرًا للإدماج الاجتماعي. ترقت لتصبح وزير الصحة في السنة التالية، وشغلت هذا المنصب حتى خسارة حزب العمال انتخابات 2013. انتُخبت بليبرسك نائب رئيس حزب العمال الأسترالي في أعقاب الانتخابات.

## بدايات حياتها
وُلدت بليبرسك في سيدني، وهي أصغر الأبناء الثلاثة لوالديها جوزيف وروز بليبرسك. يعمل شقيقها الأوسط راي محاميًا وكان شقيقها الأكبر فيليب (تُوفى عام 1997) جيولوجيًا. وُلد والديها في قريتين سلوفانيتين صغيرتين، ووصلا لأستراليا كمهاجرين لا يعرفان بعضهما، ضمن خطة الهجرة التي أعقبت الحرب. وُلدت والدتها (الاسم قبل الزواج: روزاليا ريبيك) في بودفينساي وقدمت لأستراليا عن طريق إيطاليا. وُلد والدها (اسم الولادة: جوزيه بليبرسك) في كوكنو بري بولسكافي وقدم لأستراليا عن طريق النمسا. عمل والدها كعامل في مجمع سنوي ماونتنز، وعمل بعد ذلك عشرين عامًا سباكًا ومُصلحًا لأنابيب الغاز لدى شركة خطوط كانتس الجوية.
نشأت بليبرسك في ضاحية أويستر باي في ساذرلاند شاير التابعة لمدينة سيدني. التحقت بمدرستي أويستر باي العامة وجنالي الثانوية، حيث كانت من الطلاب المتفوقين. انضمت بليبرسك لحزب العمال في سن الخامسة عشر. درست الصحافة بجامعة التكنولوجيا في سيدني، وتخرجت منها بدرجة بكالوريوس الآداب في الاتصالات. حصلت بعد ذلك على شهادتي الماجستير في السياسة العامة والعلوم السياسية من جامعة ماكواري. عملت لدى وحدة العنف الأسري في مكتب حكومة نيو ساوث ويلز المهتم بشؤون المرأة والنهوض بها، وذلك بعد فشلها في الحصول على تدريب لدى هيئة البث الأسترالية. رأت بليبرسك أن العمل مع وزيرة شؤون المرأة السيدة كيري شيكاروفسكي محبطًا، كما أنها انتقدتها لاحقًا لتركيزها على «السقف الزجاجي» بدلًا من قضايا المرأة الأخرى. انضمت بليبرسك بعدها لمكتب السِناتور بروس شيلدس، وذلك قبل أن تنتقل للعمل كموظفة بحوث لصالح السِناتور جورج كامبل.

## الحياة السياسية

### المعارضة (1998 - 2007)
انتُخبَت بليبرسك في عمر الثامنة والعشرين لعضوية مجلس النواب في الانتخابات الفيدرالية الأسترالية لعام 1998، محتفظة بمقعد مدينة سيدني لصالح حزب العمال الأسترالي عقب تقاعد بيتر بالدوين. فازت بالمقعد في مرحلة الترشيح المبدئي، بدعم من فصيل جورج كامبل اليساري، ضد اثني عشر مرشحين آخرين من بينهم عشرة نساء. راسلت بليبرسك في مرحلة التمهيد للاقتراع كل عضو ثلاثة أو أربع مرات وحضرت اجتماعات الحزب افتراضيًا كل ليلة، كما أنها ألقت محاضرات في جماعات المجتمع المحلي وساهمت في مناظرات ثلاثة مرشحين.
دعمت بليبرسك ترشح كيم بيزلي مرتين لمنصب قيادة حزب العمال الأسترالي عام 2003، وقد خسر في المرتين، الأولى لصالح سيمون كرين، والثانية لصالح مارك لاثام. انتقدت بليبرسك وأنتوني ألبانيز، في يوليو 2003، سيمون كرين علانيةً، لرفضه سياسة الحزب بشأن موضوع إقامة مطار ثان لسيدني.
انتُخبت بليبرسك، بعد انتخابات 2004، في حكومة ظل مارك لاثام، وتولت مسؤولية ثلاث وزارات: وزارة الشباب، ووزارة شؤون المرأة، ووزارة التعليم المعني بالعمل والعائلة والمجتمع والطفولة المبكرة. ظلت بليبرسك بعد تولي بيزلي قيادة حزب المعارضة بعد لاثام في يونيو 2005 متولية مسؤولية وزارتي الشباب وشؤون المرأة، كما تولت مسؤولية شؤون رعاية الأطفال. وصفت بليبرسك لاثام أنه «شخص سلبي وانتقادي» بعد نشر كتاب مذكرات لاثام.
دعمت بليبرسك بيزلي علانيةً ضد كيفن رود في حل قيادة حزب العمال الأسترالي عام 2006. احتفظت بليبرسك مع ذلك بوزارات الشباب وشؤون المرأة والخدمات البشرية والإسكان في حكومة ظل كيفن رود، وذلك بعد فوزه على بيزلي.